# 航空霸业2
《航空霸业II》（又译作）是一款由光荣公司制作和发行的商业模拟类游戏。本游戏于1993年4月2日在日本地区超级任天堂发行。游戏后在Mega Drive发行。
游戏和前作《航空霸业》类似，玩家担任一家国际航空公司的CEO。玩家需要与其他三家公司进行竞争以占领世界航空旅行市场。本游戏包括多个历史时期。

《电子游戏月刊》给予本游戏超级任天堂版本7.2/10的分数。